# Teobaldo II de Bar
Teobaldo II (1221-octubre 1291) fue conde de Bar. Era hijo de Enrique II de Bar y Felipa de Dreux. Se convirtió en conde de Bar tras la muerte de su padre en Tierra Santa el 13 de noviembre de 1239 en la cruzada de Teobaldo de Navarra, pero la noticia de su muerte llegó a Bar a comienzos de 1240. Como Teobaldo era todavía un menor, su madre gobernó como regente hasta el 17 de marzo de 1242. 

## Matrimonio
Teobaldo II se casó dos veces, primero en 1245 con Juana, hija de Guillermo II de Dampierre y Margarita II, condesa de Flandes. Se prometieron el 3 de mayo de 1243 y se casaron dos años después, en marzo de 1245 o el 31 de agosto de 1245. El matrimonio fue breve y sin descendencia. Al año siguiente, en 1246, Teobaldo se casaba con Juana de Toucy, hija de Juan, señor de Toucy, de Santo-Fargeau y de Puisaye y su mujer Emma de Laval.

## Descendencia
Sus hijos con Jeanne de Toucy fueron:
- Enrique de Bar, sucedió a su padre como Enrique III, conde de Bar; se casó con Leonor de Inglaterra[3]
- Juan de Bar, señor de Puisaye, casó con Juana de Dreux, hija de Roberto IV de Dreux y Beatriz, condesa de Montfort
- Carlos de Bar, muerto joven
- Teobaldo de Bar, obispo electo de Metz en 1296; obispo de Lieja en 1302; muerto en batalla en Roma el 26 de mayo de 1312; enterrado en San Pedro de Roma
- Reginaldo de Bar, canónigo en Reims, Beauvais, Cambrai, Laon y Verdun; archidiácono en Bruselas y Besançon; obispo de Metz en 1302; murió envenenado[2]
- Erard de Bar, era un monje por 1292 y entonces señor de Pierrepont y de Ancerville por 1302; casó con Isabel de Lorena, hija de Teobaldo II, Duque de Lorena, e Isabelle de Rumigny
- Pedro de Bar, señor de Pierrefort en 1300; Herr zu Bettingen ("seigneur de Bettingen"), 1326/1334; casó primero con Juana de Vienne, hija de Hugo de Vienne, señor de Longwy y de Pagny (nieto de Isabel de Borgoña); después con Eleonora de Poitiers-Valentinois[3][3]
- Felipa de Bar, casada con Otón IV, conde de Borgoña
- Alicia de Bar, casada con Matías de Lorena, señor de Beauregard, hijo de Federico III, duque de Lorena
- Mary de Bar, casada con Gobert, señor de Aspremont
- Isabel de Bar
- Yolanda de Bar
- Margarita de Bar, abadesa de Saint-Maur en Verdun[2]
- Felipe de Bar
- Henrietta de Bar